# Pi Bootis
Désignations
π1 Boo : HD 129174, HR 5475, SAO 101138

Pi Bootis (π Boötis / π Boo) est une étoile triple probable de la constellation boréale du Bouvier. Elle est visible à l’œil nu vavec une magnitude apparente combinée de 4,50. En se basant sur une parallaxe annuelle de 10,67 mas, elle est localisée à environ ∼ 310 a.l. (∼ 95 pc) du Soleil.
La composante primaire, π1 Bootis, est une étoile de magnitude apparente 4,89 de type spectral B9 IIIp (MnHgSi), ce qui suggère qu'il s'agit d'une étoile évoluée géante bleue de type B. C'est une étoile chimiquement particulière de type HgMn avec un spectre qui montre une surabondance anormale en mercure, manganèse et silicium. Cette composante est très probablement elle-même une étoile binaire spectroscopique dont le compagnon est inconnu.
π2 Bootis est son compagnon visible, d'une magnitude apparente de 5,76. Il s'agit d'une étoile blanche de la séquence principale de type spectral A6 V. En 2010, les composantes de la paire π1 - π2 étaient séparées dans le ciel de 5,537 ± 0,003 secondes d'arc et à un angle de position de 110,5 ± 0,5°. Cela correspond à une séparation projetée de 538,6 ± 47,7 UA. La probabilité qu'il s'agisse d'un alignement visuel, fortuit, est de 0,85%.
Pi Bootis possède le nom traditionnel chinois 左攝提二 (Zuǒ shè tí èr).[réf. nécessaire]